# Kunaver
Kunaver  je priimek več znanih Slovencev:
- Aleš Kunaver (1935—1984), alpinist, himalajist in gorski vodnik
- Bojan Kunaver (* 1938), kipar
- Dušica Kunaver (* 1937), etnološka publicistka, anglistka, pedagoginja
- France Kunaver (1909—2005), slikar in ilustrator
- Franci Kunaver (1932—2017), pevec narodnih pesmi – basist
- Gordana Kunaver (1947—1992), pesnica, pisateljica
- Irena Rajh (Kunaver) (* 1963), lutkarica
- Jelka Kunaver (* 1936), geografinja
- Josip (Jože) Kunaver (1882—1967), planinec, gornik
- Jurij Kunaver (* 1933), geograf, speleolog, univ. profesor
- Klemen Kunaver (* 1972), grafični oblikovalec in fotograf
- Marjan Kunaver (* 1969), igralec, lutkar
- Marta Jakopič Kunaver (* 1942), arhitektka, slikarka
- Matej Kunaver, zdravnik, slikar
- Matjaž Kunaver (* 1950.), kemik in izumitelj
- Mihael Kunaver, elektrotehnik
- Nika Kunaver, novinarka, voditeljica
- Pavel Kunaver (1889—1988), pedagog in poljudnoznanstveni pisec, astronom, naravoslovec, tabornik, alpinist, jamar
- Peter Kunaver, pop pevec
- Polona Kunaver Ličen (* 1975), animatorka lutk, galeristka, grafičarka, ilustratorka
- Primož Kunaver, alpinist
- Rok Kunaver (* 1980), igralec
- Tomaž Kunaver (* 1984), slovenski zamejski duhovnik
- Tone Kunaver (* 1950), kolesar
- Uroš Kunaver (* 1962), kemik, jamar, fotograf
- Vlasta Kunaver (* 1963), alpinistka, jadralna padalka, zdravnica